# Ренато Браччі
Ренато Браччі (італ. Renato Bracci, 8 вересня 1904 — 2 березня 1975) — італійський академічний веслувальник.
Срібний призер Олімпійських Ігор 1932 року в складі вісімки.
Срібний призер Чемпіонату Європи 1931, 1933 років у складі вісімки.